# Lothar Claesges
Lothar Claesges (ur. 3 lipca 1942 w Krefeld, zm. 12 listopada 2021 tamże) – niemiecki kolarz torowy i szosowy reprezentujący Niemcy Zachodnie, mistrz olimpijski i trzykrotny medalista torowych mistrzostw świata.

## Kariera
Pierwszy sukces w karierze osiągnął w 1962, kiedy wspólnie z Ehrenfriedem Rudolphem, Berndem Rohrem i Klausem Mayem zdobył złoty medal w drużynowym wyścigu na dochodzenie podczas torowych mistrzostw świata w Mediolanie. W tej samej konkurencji reprezentanci RFN w składzie: Lothar Claesges, Karl-Heinz Henrichs, Karl Link i Ernst Streng zdobyli jeszcze trzy medale: złote na mistrzostwach świata w Paryżu i igrzyskach olimpijskich w Tokio w 1964 oraz srebrny podczas rozgrywanych w 1963 mistrzostw świata w Liège. Ponadto Claesges wielokrotnie zdobywał medale torowych mistrzostw kraju, w tym sześć złotych. Startował także w wyścigach szosowych, ale bez większych sukcesów.